# Досу Раулуј (Валча)
Досу Раулуј (рум. Dosu Râului) насеље је у Румунији у округу Валча у општини Николаје Балческу. Oпштина се налази на надморској висини од 283 m.

## Становништво
Према подацима из 2002. године у насељу је живело 359 становника, од којих су сви румунске националности.